# Racotis longidens
Racotis longidens är en fjärilsart som beskrevs av Louis Beethoven Prout 1929. Racotis longidens ingår i släktet Racotis och familjen mätare. Inga underarter finns listade.